# Eugène Rouché
Eugène Rouché (18 de agosto de 1832 - 19 de agosto de 1910) fue un matemático francés. Es conocido por ser el autor del Teorema de Rouché sobre análisis complejo y coautor del Teorema de Rouché–Frobenius.

## Semblanza
Rouché nació en 1832 en Sommières, en el sur de Francia. Era hijo de Jean Jacques Rouché, recaudador de impuestos, y de Marie Nicot. Se educó en el Colegio de Santa Bárbara de París (un centro orientado al ingreso de sus alumnos en la Escuela Politécnica), donde coincidió con el célebre ingeniero Gustave Eiffel.
Tras dos cursos, obtuvo su licenciatura en la École Polytechnique en 1854. Ejerció como docente en Nantes, desde donde se trasladó a París, obteniendo su doctorado en matemáticas en la Escuela de Ciencias en 1858. Entre 1858 y 1877 ejerció como examinador en la Escuela Central de París. 
Fue profesor de matemáticas en el Conservatorio de Artes y Oficios de París y examinador de la Escuela Politécnica.
Rouché fue miembro de la Sociedad Matemática de Francia, siendo su presidente entre 1883 y 1884. Así mismo, perteneció a la Société Philomatique de Paris y formó parte del Consejo Superior de la Enseñanza Técnica. Resultó elegido miembro de la Academia de Ciencias de Francia en 1896 y de la Academia de Ciencias y de Letras de Montpellier.
Falleció en 1910 en la ciudad de Lunel, un lugar próximo a su ciudad natal.

## Publicaciones
Escribió varios libros de texto u obras didácticas:
- Traité de géométrie élémentaire (1874)
- Éléments de Statique Graphique (1889)
- Coupe des pierres: précédée des principes du trait de stéréotomie (1893)
- Analyse infinitésimale à l'usage des ingénieurs (1900-02).